# Sông Công (phường)
Sông Công là một phường ở phía nam của tỉnh Thái Nguyên, Việt Nam.

## Địa lý
Phường Sông Công có vị trí địa lý:
- Phía đông giáp phường Phổ Yên
- Phía tây giáp phường Bá Xuyên và phường Phúc Thuận
- Phía nam giáp phường Phổ Yên
- Phía bắc giáp phường Bách Quang và phường Bá Xuyên.

Phường Sông Công có diện tích 13,98 km², dân số năm 2025 là 21.039 người. Khu vực tập trung nhiều công trình công cộng như khu văn hóa, thể thao, quảng trường, trung tâm hội nghị thành phố Sông Công cũ, là khu vực tập trung phát triển thương mại, dịch vụ, du lịch, dịch vụ y tế.  Hạ tầng giao thông kết nối đồng bộ thông qua quốc lộ 3, cao tốc Hà Nội -Thái Nguyên, quốc lộ 37, các tuyến đường đô thị, tuyến đường nối khu công nghiệp.
Sông Công chảy qua địa bàn phường theo hướng bắc - nam, lượng nước sông Công rất dồi dào do chảy qua khu vực mưa nhiều nhất tỉnh. Trên địa bàn, hệ thống sông Công còn một vài suối lớn đổ vào. Một nhánh kênh chính hồ Núi Cốc chảy qua địa phận phường Sông Công xuống phía nam, cung cấp nước tưới cho các cánh đồng trên địa bàn.
Bệnh viện C Thái Nguyên tiền thân là Bệnh viện Công ty Xây lắp II. Đến năm 2025, bệnh viện có 23 khoa, với 700 giường bệnh.

## Lịch sử
Theo điều tra dân số năm 1927, khi đó, xã Cải Đan có 327 người. Năm 1946, xã Cải Đan và xã Lợi Xá sáp nhập thành xã Hoàng Long thuộc huyện Phổ Yên. Tháng 9 năm 1949, xã Hoàng Long hợp nhất với xã Tiến Bộ thành xã Hồng Tiến. Tháng 9 năm 1953, xã Hồng Tiến chia tách thành hai xã Hồng Tiến và Thắng Lợi. Năm 1975, xã Thắng Lợi chính thức đổi tên thành xã Cải Đan.
Từ thập niên 1970, vùng đồi gò tây bắc huyện Phổ Yên dọc theo tả ngạn sông Công được xây dựng thành một trung tâm công nghiệp cơ khí quy mô lớn. Năm 1972, thành lập thị trấn Mỏ Chè thuộc huyện Phổ Yên trên cơ sở một phần diện tích và dân số của xã Thắng Lợi.
Khu vực xã Cải Đan trở thành nơi ở của đa số công nhân viên chức khu công nghiệp. Công nhân chủ yếu từ các tỉnh vùng đồng bằng Bắc Bộ lên lập nghiệp. Hầu hết số công nhân trong nhà máy và công nhân thi công xây dựng đều lựa chọn ở lại lập nghiệp trên vùng đất này.
Năm 1985, Hội đồng Bộ trưởng ra quyết định thành lập thị xã Sông Công, bao gồm thị trấn Mỏ Chè, xã Cải Đan của huyện Phổ Yên, xã Tân Quang và xã Bá Xuyên của huyện Đồng Hỷ, phường Thắng Lợi cũng được thành lập từ một phần diện tích và dân số khu vực phía tây bắc của xã Cải Đan, phía nam xã Tân Quang và phía tây xã Bá Xuyên.
Lúc mới thành lập, thị xã Sông Công có ba phường là Mỏ Chè, Lương Châu, Thắng Lợi và ba xã là Cải Đan, Tân Quang, Bá Xuyên. Ngày 10 tháng 4 năm 1999, Chính phủ ra nghị định thành lập phường Phố Cò trên cơ sở 4,65 km² diện tích tự nhiên và 4.898 nhân khẩu của xã Cải Đan; thành lập xã Vĩnh Sơn trên cơ sở 4,10 km² diện tích tự nhiên, 904 nhân khẩu của xã Bá Xuyên và 3,82 km² diện tích tự nhiên, 1.119 nhân khẩu của xã Cải Đan; thành lập phường Cải Đan trên cơ sở 5,33 km² diện tích tự nhiên và 1.336 nhân khẩu còn lại của xã Cải Đan.
Tháng 6 năm 2025, phường Sông Công được thành lập trên cơ sở nhập toàn bộ diện tích tự nhiên, quy mô dân số của phường Thắng Lợi (diện tích tự nhiên là 4,25 km²; dân số là 8.602 người); phường Phố Cò (diện tích tự nhiên là 4,64 km²; dân số là 6.652 người) và phường Cải Đan (diện tích tự nhiên là 5,09 km²; dân số là 5.785 người) của thành phố Sông Công. Trụ sở làm việc của phường nằm tại tại trụ sở Thành ủy Sông Công cũ.

## Hành chính
Khi thành lập năm 1999, phường Cải Đan gồm các xóm, khối phố: Xuân Miếu, Xuân Thành, Nguyên Gon, Nguyên Quán, Ao Ngo, Nguyên Bẫy, Phố Mới, Xuân Gáo, Khuynh Thạch và Nguyên Giả. Năm 2017, phường có 11 tổ dân phố: Xuân Miếu 1, Xuân Miếu 2, Xuân Thành, Nguyên Gon, Nguyên Quán, Ao Ngo, Nguyên Bẫy, Phố Mới, Xuân Gáo, Khuynh Thạch và Nguyên Giả. Năm 2019, thành lập tổ dân phố Ngo Quán trên cơ sở tổ dân phố Ao Ngo và tổ dân phố Nguyên Quán.
Khi mới thành lập năm 1985, phường Thắng Lợi có một khối phố và ba hợp tác xã: Bắc Lợi, Thống Nhất và Hợp Thành. Đến năm 2005 phường Thắng Lợi đã có sáu xóm: Bến Vượng, Kè, Ưng, Hợp Thành, Du Tán, Tân Lập và bốn khối phố từ 1 đến 4. Từ năm 2005, phường được chia tách thành 19 tổ dân phố: Hợp Thành, Du Tán, Tân Lập, Bến Vượng, Ứng, Kè và từ 1 đến 13. Năm 2019, sáp nhập tổ dân phố 4 vào tổ dân phố 3, thành lập tổ dân phố 4 trên cơ sở tổ dân phố 5 và tổ dân phố 6.
Tại thời điểm thành lập năm 1999, phường Phố Cò có bốn xóm là Tân Huyện, Tân Mới, Kè, Thành Ứng và bảy khối phố là 1, 2, 3, 4, 5, Việt Đức, Thanh Xuân. Năm 2005, khối phố 2 tách thành tổ dân phố 2A và 2B; khối phố 4 tách thành tổ dân phố 4A và 4B; khối phố Thanh Xuân tách thành tổ dân phố Thanh Xuân 1 và Thanh Xuân 2. Đến năm 2015, phường có 14 tổ dân phố là 1, 2A, 2B, 3, 4A, 4B, 5, Thanh Xuân 1, Thanh Xuân 2, Tân Huyện, Tân Mới, Việt Đức, Thành Ưng và Kè. Năm 2019, sáp nhập tổ dân phố 5 vào tổ dân phố 3, thành lập tổ dân phố Kè Ưng trên cơ sở tổ dân phố Kè và tổ dân phố Thành Ưng.